# محمد حسین رجبی
محمد حسین رجبی سرتیپ دوم سپاه پاسداران انقلاب اسلامی است، که هم‌اکنون فرماندهی سپاه شهدا آذربایجان غربی را برعهده دارد.
وی فعالیت نظامی را در خلال جنگ ایران و عراق در نیروی زمینی سپاه پاسداران آغاز کرد و مراتب فرماندهی را در قرارگاه حمزه سیدالشهدا طی نمود.
رجبی در فاصله سال‌های ۱۳۸۹ تا ۱۳۹۸ فرمانده سپاه بیت‌المقدس کردستان بود، از ۱۳۹۸ تا ۱۴۰۲ به‌عنوان مشاور فرمانده نیروی زمینی سپاه پاسداران فعالیت می‌کرد و از تیرماه ۱۴۰۲ فرمانده سپاه شهدا آذربایجان غربی است.